# Deklarace Konference Organizace spojených národů o životním prostředí
Deklarace Konference Organizace spojených národů o životním prostředí či Stockholmská deklarace (anglicky: Declaration Of The United Nations Conference On The Human Environment či Stockholm Declaration) je dokument, který přijala OSN 16. června 1972 na svém 21. plenárním setkání ve švédském Stockholmu. Konalo se pod názvem Konference Organizace spojených národů o životním prostředí (United Nations Conference on the Human Environment) a probíhalo od 5. do 16. června 1972. Stockholmská deklarace je první dokument mezinárodního významu, který přiznává lidstvu právo na zdravé životní prostředí. Deklarace je zároveň základním dokumentem pro další vývoj mezinárodního práva a dalších aktivit v oblasti životního prostředí.

## Konference
Samotná konference se stala důležitým milníkem a prvním významným mezinárodním počinem na poli ochrany životního prostředí. Můžeme ji chápat i jako přirozenou odpověď na akumulaci problémů, které se nastřádaly v předchozích desetiletích. Ty vyústily v ekologické katastrofy jako byl např. Velký smog 1952, při kterém zemřelo několik tisíc obyvatel, či problémy spojené s kontaminací rozsáhlých povodí a zemědělských území pesticidy. Na ty upozornila již deset let před konáním konference ve své knize Mlčící jaro (Silent Spring) americká vědkyně Rachel Carsonová. V roce 1968 založili italský průmyslník Aurelio Peccei a britský vědec Alexander King Římský klub (The Club of Rome). Posláním stále fungujícího a aktivního globálního think tanku je upozorňovat na problémy, kterým svět čelí a zároveň hledat a navrhovat řešení. Za nejznámější výstup Římského klubu se považuje zpráva manželů Meadowsových Limity růstu (Limits to Growth), která upozorňuje na neudržitelný stav lidského počínání a předkládá katastrofické vize. Tato zpráva byla vydána ve stejném roce, ve kterém se konala výše zmíněná Konference Organizace spojených národů o životním prostředí (Stockholmská deklarace). Společně s ní znatelně ovlivnila smýšlení o problémech životního prostředí v následujících dekádách. Stockholmská konference pak: „na jedné straně znamenala průlom v prosazování mezinárodní spolupráce a koordinace při řešení problémů životního prostředí, na druhé straně odhalila rostoucí divergenci zájmů bohatých a chudých zemí, Severu a Jihu.“

## Struktura Stockholmské deklarace
Rozsah dokumentu je 8 normostran, není tedy příliš rozsáhlý. Na těchto několika stránkách jsou velice stručně vyjádřeny jasné formulace, vize a principy. I když některé působí obecně, jsou důležité proto, že jasně shrnuly to, na čem panovala obecná shoda. V jednoduchosti tkví také síla Deklarace, nejsou zde zbytečná slova, která by odváděla pozornost od jádra problematiky. Naopak, každý znak má své opodstatnění. Pro srovnání, často kritizovaný dokument, který vznikl v roce 2012 na konferenci OSN Rio+20, obsahuje téměř 100 normostran.
Deklaraci můžeme rozdělit do tří vzájemně souvisejících částí.
První obsahuje stručný úvod, v němž je zmíněno, že OSN na konferenci ve Stockholmu zvážila potřebu společného rámce pro ochranu a zlepšení životního prostředí, čímž se plynule přechází do druhé části, které se skládá ze sedmi prohlášení (proclaims).
První z prohlášení je konstatování, že soudobý člověk přetváří své prostředí, tak jako nikdy dříve, přičemž přírodní i kulturní složky jeho životního prostředí jsou základními předpoklady pro lidský blahobyt. Na to logicky navazuje prohlášení druhé, které apeluje na ochranu životního prostředí po celém světě. Třetí až páté prohlášení upozorňuje na problémy soudobého životního prostředí (jako je chemické znečištění jeho složek, destrukce a vyčerpání neobnovitelných zdrojů, problémy rozvojových zemí, riziko spojené s přelidněním). Šesté a sedmé prohlášení nabádá k řešení problémů napříč institucemi a občanskou společností po celém světě a k zachování dobrého stavu životního prostředí pro příští generace. Prohlášení obsažené ve Stockholmské deklaraci tak můžeme chápat také jako prazáklady současného pojetí udržitelného rozvoje.
Třetí část deklarace tvoří společné přesvědčení OSN, které se skládá z 26 principů (principles). Tyto principy navazují na předešlá prohlášení a formulují konkrétní vize. Nejsou příliš detailní, zato jasně a výstižně formulují základní premisy, na nichž se členské státy dohodly. Věnují se nejen problémům a řešením znečištění jednotlivých složek životního prostředí, ale i problematice občanské angažovanosti (participace občanů), rozvojových zemí, úloze států a vzdělání. Tímto poskytují holistický základ a vodítko pro kroky (jež byly učiněny v dalších dokumentech OSN), které posléze vyústily v současné pojetí a chápání udržitelného rozvoje.

### 26 principů
- 1. Lidská práva musí být uplatněna, apartheid a kolonialismus odsouzen.
- 2. Přírodní zdroje musí být chráněny.
- 3. Schopnost země vyrábět z obnovitelných zdrojů musí být zachována.
- 4. Neporušená příroda musí být zachována.
- 5. Neobnovitelné zdroje musí být sdíleny a nesmí dojít k jejich vyčerpání.
- 6. Znečištění nesmí překročit asimilační kapacitu životního prostředí.
- 7. Musí být zabráněno znečištění oceánů.
- 8. Je potřeba podpořit vývoj ke zlepšení životního prostředí.
- 9. Rozvojové země proto potřebují pomoc.
- 10. Rozvojové země potřebují přiměřené ceny pro vývoz, aby zabezpečily ochranu životního prostředí.
- 11. Politika životního prostředí má podpořit a ne bránit rozvoji rozvojových zemí.
- 12. Rozvojové země potřebují peníze na rozvoj v oblasti životního prostředí.
- 13. Je potřeba integrované plánování rozvoje.
- 14. Racionální plánování by se mělo řešit konflikty mezi životním prostředím a rozvojem.
- 15. Lidská sídla musí být plánována na odstranění problémů v oblasti životního prostředí.
- 16. Vlády by měly plánovat své vlastní příslušné populační politiky.
- 17. Vnitrostátní orgány musí plánovat hospodaření s přírodními zdroji států.
- 18. Věda a technologie musí být použity pro zlepšení životního prostředí.
- 19. Environmentální výchova má zásadní význam.
- 20. Výzkum životního prostředí musí být podporován, a to zejména v rozvojových zemích.
- 21. Státy mohou využívat své zdroje, jak chtějí, ale nesmí ohrozit ostatní.
- 22. Je třeba zajistit kompenzace ohroženým státům.
- 23. Každý národ musí stanovit své vlastní standardy.
- 24. V mezinárodních otázkách je třeba nastolit spolupráci.
- 25. Mezinárodní organizace by měly přispět ke zlepšení životního prostředí.
- 26. Zbraně hromadného ničení musí být odstraněny.

## Reflexe Stockholmské konference v českém prostředí
Stockholmská konference nezaznamenala v tehdejším Československu ohlas u oficiálních státních představitelů. O tom svědčí i fakt, že nebyla přeložena do češtiny – což je pochopitelné vzhledem k politické situaci, která v zemi panovala. Země východní Evropy se ani nezúčastnily konference na protest, že nebyla pozvána NDR, která však v té době nebyla členem OSN.